# 西川鯉三郎
西川 鯉三郎（にしかわ こいさぶろう、1823年1月18日（文政6年11月30日） - 1900年（明治33年）2月25日）は、江戸出身の歌舞伎役者、舞踊家、振付師。名古屋西川流流祖、初代家元。号は和光、西川和光とも称した。

## 来歴
江戸田所町に生まれた。阿波藍玉商・岸田久兵衛とお傳の子。父・久兵衛は阿波（現・徳島県）育ちだけに浄瑠璃が好きで、大阪に出てその道の芸人に交わり追々熟達するにつれ、専門の太夫となり、文政の初年に江戸に出て、出処不明のお傳と呼ばれた女の義太夫語りと夫婦になって田所町に住み、共稼ぎに芸を励んでいたうちに文政6年、一児が誕生した。それが鯉三郎だった。
隣家が西川流三世西川扇藏宅であったので、鯉三郎は西川流の舞踊稽古を勧められた。2代目關三十郎の門弟となって梨園に入り、江戸の歌舞伎俳優として關二蔵（関二蔵）を名乗った。西川流四世西川扇藏の門弟となって西川仁藏と名乗った。13歳から七代目市川團十郎の門弟となり、2世市川鯉三郎とも名乗ったが、役者としての素質がないことが分かり振付に転じた。
尾張藩重臣織田氏の娘・織田いく（西川嘉義の養母）から名古屋に招かれ、1841年、18歳で父とともに名古屋に移住した。1846年、篠塚力寿と結婚して京舞篠塚流や坂東流の坂東秀代に舞踊を、他にも能や狂言を学んで長所を取り入れ、舞踊一筋に打ち込んだ。のちに力寿とは離婚。1856年、33歳の頃から西川和光の名で、名古屋の芝居小屋の振付師として活躍した。
1860年1月19日、37歳で御免踊指南の公許を得る。織田いくが創流を支援し「名古屋西川流」樹立。織田いくは弟子の第一号となって、1863年に名取り「西川幾」となる。西川鯉三郎は名古屋の劇場振付けを一手に収めることになり、隆盛を極め、舞踊百番衣装附、舞踊譜を作るなど、功績を残した。西川幾の養女・嘉義も1877年（明治10年）名取り「西川嘉義」となり、美人舞踊家としての名声とともに名古屋西川流が広まる。明治時代の西川鯉三郎や西川嘉義などの芸能者の活躍が「芸どころ名古屋」の礎となる。
鯉三郎没後は鯉三郎の跡目争いが起こり、西川嘉義と「合議制」を持ち出した幾の弟子西川石松が対抗し、幾・嘉義派と石松派が正面衝突した。精神的に追いつめられた西川嘉義は1921年（大正10年）に58歳で自殺した。著名な舞踊家で、士族織田氏の娘である西川嘉義の死で、流派としての大きなトラブルとなって社会的に知られることとなり、1900年に初代鯉三郎亡き後は40年以上も家元空位であった。鯉三郎の名跡も40年間継がれることがなかった。
生年については1824年（文政7）、没年は1899年(明治32年）とも。